# Hugh Percy, 1. Duke of Northumberland

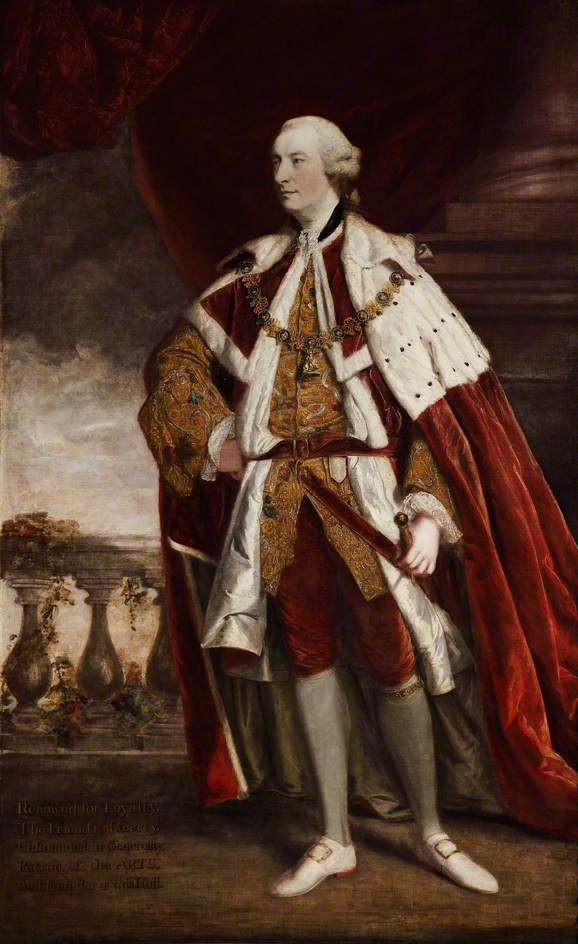
Porträt von Joshua Reynolds

Hugh Percy, 1. Duke of Northumberland, KG, PC (* etwa 1714 als Hugh Smithson; † 6. Juni 1786) war ein englischer Peer, Politiker und Landbesitzer.

## Leben
Hugh Percy war der Sohn von Lansdale Smithson (* 1682) aus Langdale und Philadelphia Revery. Er war ein Enkel von Sir Hugh Smithson, 3. Baronet, von dem er 1733 die Smithson Baronetcy erbte.
Am 16. Juli 1740 heiratete er Elizabeth Seymour. Von 1740 bis 1750 vertrat er Middlesex im House of Commons. Am 11. September 1744 starb George Seymour, Heir apparent seines Schwiegervaters Algernon Seymour, 7. Duke of Somerset. Damit war absehbar, dass Algernon Seymour ohne direkten männlichen Erben sterben würde, weshalb eine Teilung seines immensen Besitzes vorbereitet wurde. Dazu wurden Seymour am 2. Oktober 1749 mit besonderen Hinblick auf seine Erben die Titel eines Earl of Northumberland und Baron Warkworth sowie am Tag darauf Earl of Egremont und Baron Cockermouth verliehen. Nach seinem Tod erbte seine Tochter Elizabeth den Titel einer Baroness Percy, Hugh Smithson erbte die Titel Earl of Northumberland und Baron Warkworth, erhielt Alnwick Castle, Syon House und das Londoner Stadtpalais Northumberland House. Edward Seymour, ein entfernter Cousin, erbte den Titel Duke of Somerset, während Algernons Neffe Charles Wyndham die Titel Earl of Egremont und Baron Cockermouth sowie Petworth House erbte. Die Titel Earl of Hertford, Baron Beauchamp und Baron Seymour of Trowbridge erloschen beim Tode Algernon Seymores.
Hugh schied somit aus dem House of Commons aus und wurde Mitglied im House of Lords.
Aufgrund eines Private Acts des Parlaments vom 16. Juli 1740 änderte er seinen Nachnamen in Percy.
Dadurch wurde er Haupteigner des Besitzes der Familie Percy, eine der führenden Landbesitzerfamilie in England. Er wurde 1756 zum Ritter des Hosenbandordens und 1762 zum Mitglied des Privy Council ernannt. Als Anhänger von Lord Bute nahm er eine prominente Rolle in der Politik ein und war ein enger Berater von Georg III. Er bekleidete das Amt des Lord Lieutenant of Ireland von 1763 bis 1765 und das des Master of the Horse von 1778 bis 1780.
1766 wurde Percy zum 1. Duke of Northumberland erhoben. Gleichzeitig erhielt er den Titel eines Earl Percy, fortan der Höflichkeitstitel des Heir Apparent. Am 28. Juni 1784 erhielt er den Titel Baron Lovaine mit besonderer Nachfolgeregelung, damit sein zweitgeborener Sohn Algernon Percy diesen Titel nach seinem Tode erhalten konnte.
Hugh starb 1786 und wurde im Northumberland Vault in der Westminster Abbey beigesetzt.

## Nachkommen
Eheliche Kinder mit Elizabeth
- Hugh Percy, 2. Herzog von Northumberland (1742–1817)
- Algernon Percy, 1. Earl of Beverley (1750–1830)
- Lady Elizabeth Anne Frances Percy (gestorben 1761); begraben im Northumberland Vault in der Westminster Abbey

Von Elizabeth Hungerford Keate Macie:
- James Smithson FRS (1765–1829) war der uneheliche Sohn des Herzogs. Er war Chemiker und Mineraloge